# Erik Bladström
Erik Bladström (Västervik, 29 de marzo de 1918-Västervik, 21 de mayo de 1998) fue un deportista sueco que compitió en piragüismo en la modalidad de aguas tranquilas.
Participó en los Juegos Olímpicos de Berlín 1936, obteniendo la medalla de oro en la prueba de plegable K2 10 000 m. Ganó la medalla de plata en el Campeonato Mundial de Piragüismo de 1938.

## Palmarés internacional
| Juegos Olímpicos   | Juegos Olímpicos  | Juegos Olímpicos | Juegos Olímpicos     |
| Año                | Lugar             | Medalla          | Evento               |
| ------------------ | ----------------- | ---------------- | -------------------- |
| 1936               | Berlín (Alemania) | Medalla de oro   | K2 plegable 10 000 m |
| Campeonato Mundial |                   |                  |                      |
| Año                | Lugar             | Medalla          | Evento               |
| 1938               | Vaxholm (Suecia)  | Medalla de plata | K2 plegable 10 000 m |